# TNT (ТВ мрежа)
 (транскр.  Ти-Ен-Ти), претходно акроним назива Turner Network Television, амерички је телевизијски канал чији је власник Warner Bros. Discovery (WBD). Основан је 3. октобра 1988. Емитује телевизијске драме и дугометражне филмове, као и спортски садржај.